# Agremiação Sportiva Arapiraquense
Agremiação Sportiva Arapiraquense (of kortweg ASA) is een Braziliaanse voetbalclub uit Arapiraca, Alagoas.

## Geschiedenis
De club werd op 25 september 1952 opgericht als Associação Sportiva Arapiraquense nadat de vorige club uit de stad Ferroviário de Arapiraca ontbonden werd. In 1953 nam de club deel aan het staatskampioenschap van Alagoas. De club bereikte meteen de finale om de titel, maar Ferroviário de Maceió weigerde tegen ASA te spelen waardoor deze club de titel kreeg. In 1977 nam de club de huidige naam aan. In 2000 werd de tweede titel gewonnen. Ook de volgende jaren won de club nog enkele titels. 
In 2017 degradeerde de club uit de Série C.

## Erelijst
Campeonato Alagoano
1953, 2000, 2001, 2003, 2005, 2009, 2011
Copa Alagipe
2005
Copa Alagoas
2015, 2020